# シクロペンタデカン
| シクロペンタデカン | シクロペンタデカン |
| ------------------ | ------------------ |
| (CH2)15            |                    |
| IUPAC名            | シクロペンタデカン |
| 分子式             | C15H30             |
| 分子量             | 210.3987           |
| CAS登録番号        | 295-48-7           |
| 融点               | 64 °C              |

シクロペンタデカン (Cyclopentadecane) とは、シクロアルカンの1種。炭素原子が15個分岐することなく環状に連なっていて、CH2という構造が15回繰り返された構造をしている。分子式はC15H30。分子量は210.3987。